# Globus (1954.)
Globus je bio zagrebački ilustrirani tjedni list, u izdanju Narodnog lista. Ukupno je izišlo 276 brojeva. Izlazio je od 1954. do spajanja svog nakladnika s Vjesnikom, kada je i Globus spojen s Vjesnikovim tjednikom Danas. Novi tjednik je zadržao Globusovo ime.  .
Glavni urednici bili su Robert Kramer, Zdravko Blažina, pa Tomislav Golubović. Među istaknutim suradnicima bili su i: Ive Mihovilović, Ivo Baljkas.